# Neubaufahrzeug
Neubaufahrzeug là tên một dự án tăng hạng nặng do Adolf Hitler khởi xướng khi ông nắm quyền vào năm 1933 và giao cho Rheinmentall sản xuất. Nặng, to và quá cồng kềnh-Neubaufahrzeug chỉ được dùng để thử nghiệm trong chiến tranh Na Uy (năm 1940) và trên các bãi tập quân sự. Trong suốt thời gian thế chiến II, chỉ có năm chiếc được sản xuất.

## Phát triển
Sự ra đời của dự án Neubaufahrzeug chủ yếu là do chỉ thị của Hitler về việc phát triển một dòng tăng có tính năng đột phá.Nó được bắt đầu vào năm 1933 khi Reichswehr giao cho Rheinmentall và Krupp bản hợp đồng sản xuất.Grosstractor là mã số bí mật của dự án này.Vì khi đó Đức còn đang phải chịu sự gò bó của hoà ước Versailles nên dự theo như danh nghĩa thì đây là một dự án chế tạo xe kéo nông nghiệp.
Neubaufahrzeug gồm hai bản thiết kế khác nhau.Theo bản thiết kế thứ nhất thì Neubaufahrzeug được trang bị pháo 75 mm KwK L/24 và súng máy 37 mm KwK L/45.Bản thiết kế thứ hai không có gì thay đổi về vũ khí nhưng vị trí pháo chính và súng phụ thay đổi.Ngoài ra, bản thiết kế thứ hai còn được trang bị một loại pháo mới do Krupp làm.Giống panzer-1, pháo chính của Krupp hơi ngắn và được lắp chung vào một ngăn, súng phụ được đặt ra ngoài.
Vào năm 1934, Rheinmentall thiết kế và cho xuất xưởng hai mẫu.Ba mẫu còn lại được sản xuất vào năm 1935-1936.

## Lịch sử hoạt động

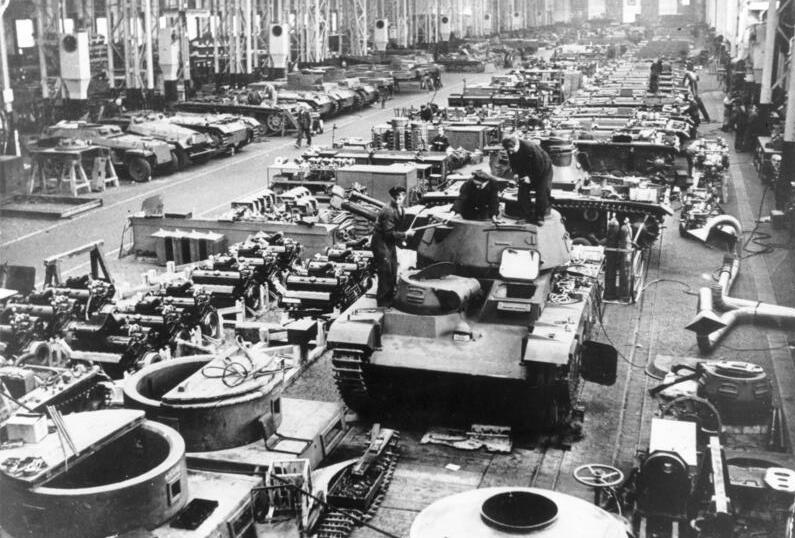
Neubaufahrzeug được dùng làm hình ảnh tuyên truyền cho cuộc chiến của Đức Quốc xã

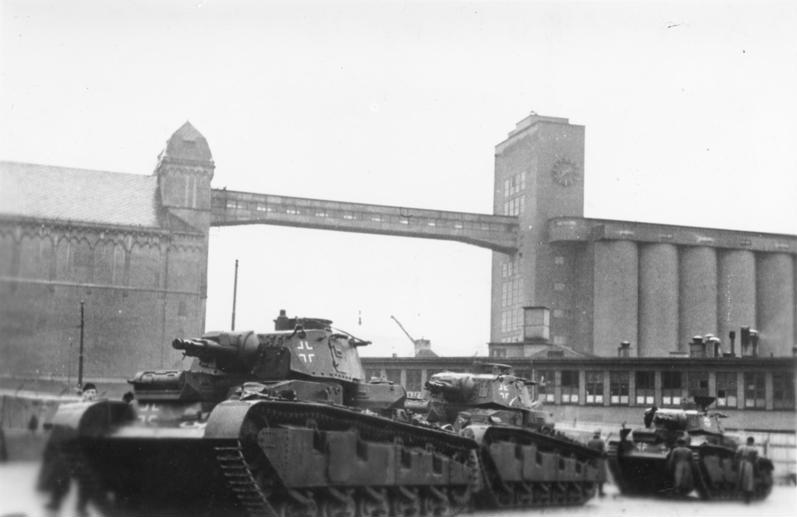
Ba chiếc Neubaufahrzeug tại cảng Oslo, tháng 4/1940

Mặc dù Neubaufahrzeug chưa một lần được đưa vào sản xuất rộng rãi nhưng nó là một trong phương tiện truyền thông rất hiệu quả của Đức Quốc xã.
Neubaufahrzeug được đưa đến Na Uy-khi chiến dịch xâm lược nước này của Đức Quốc xã đã thành công.Neubaufahrzeug chính là biểu tượng sức mạnh cho quân đội Đức Quốc xã.Trong khoảng từ năm 1940-1941, Neubaufahrzeug bắt đầu thực hiện hành trình quảng bá quân đội cho Wehrmacht trong khắp các nước thuộc địa ở châu Âu.
Hiện tại không một chiếc Neubaufahrzeug còn sót lại, nhưng theo một số tài liệu của Đồng Minh thì số Neubaufahrzeug(khoảng hai chiếc) sau thế chiến được cất giữ tại một kho bảo quản đâu đó ở Mỹ.Năm 1944, chúng được cử tham gia chiến dịch phản công Ardennes, trong trận này cả năm chiếc đều bị bắn nát bởi lực lượng thiết giáp Anh.